# Quercus hirtifolia
Quercus hirtifolia es una especie del género Quercus dentro de la familia de las Fagaceae. Está clasificada en la Sección Lobatae; del roble rojo de América del Norte, Centroamérica y el norte de América del Sur que tienen los estilos largos, las bellotas maduran en 18 meses y tienen un sabor muy amargo. Las hojas suelen tener lóbulos con las puntas afiladas, con cerdas o con púas en el lóbulo.

## Distribución y hábitat
Es un endemismo de México donde se distribuye por Hidalgo y Puebla.

## Taxonomía
Quercus hirtifolia fue descrita por M.L.Vázquez, S.Valencia & Nixon y publicado en Brittonia 56(2): 137. 2004.
Etimología
Quercus: nombre genérico del latín que designaba igualmente al roble y a la encina.
hirtifolia: epíteto latíno que significa "con hojas peludas".